# Al-Zaitounah
Al-Zaitounah (àrab: الزيتونة, az-Zaytūna) és un municipi palestí de la governació de Ramal·lah i al-Bireh, al centre de Cisjordània, situat 7 kilòmetres a l'est de Ramal·lah. Segons l'Oficina Central d'Estadístiques de Palestina (PCBS), tenia 7.921 habitants en 2016. Fou creat en 2005 de la unió de les viles d'Abu Shukheidim i al-Mazra'a al-Qibliya.